# Nicolas Molfessis
Nicolas Molfessis, né le 6 mai 1965, est un juriste français.
Il est professeur de droit privé à l'Université Paris II Panthéon-Assas.

## Carrière
Diplômé de Sciences Po Paris (1987), titulaire d'un DEA ès études politiques (1989), docteur en droit privé (1994), il est reçu à l'agrégation de droit privé en 1995.
Il y enseigne le droit civil et la sociologie juridique.
Ancien membre du conseil d'administration du PSG en tant que représentant de la société Morgan Stanley, administrateur indépendant du journal Les Échos[réf. nécessaire], Directeur adjoint de la mission de recherche Droit et Justice.
Il est également l'initiateur et le Secrétaire général du « premier think tank juridique français », le Club des juristes. Il est membre des comités de direction des revues « Pouvoirs » et « Banque et Droit », du comité de rédaction des « Petites affiches », du comité scientifique de la « Semaine juridique » (édition générale), dirige la collection « Corpus », aux éditions Economica, et appartient enfin, au club Le Siècle.

## Décoration
En 2014, il est fait chevalier de la Légion d'honneur sur proposition de la ministre de la justice Christiane Taubira.

## Ouvrages
- Introduction générale au droit, Éd. Dalloz, 2021 [en collaboration avec François Terré]
- Les offres publiques d'achat, Éd. Litec, 2009 [ouvrage collectif, en collaboration avec Guy Canivet et Didier Martin].
- Les limites de la réparation du préjudice : Séminaire, Éd. Dalloz, 2009 [ouvrage collectif, en collaboration avec Antoine Garapon, Maurice Nussembaum, François Ewald].
- La sociologie du droit de Max Weber, Éd. Dalloz, coll. L'Esprit Du Droit, 2006 [ouvrage collectif, en collaboration avec Jean-Philippe Heurtin].
- Les Revirements de jurisprudence : Rapport remis à Monsieur le Premier Président Guy Canivet, Éd. Litec, coll. « Cour de cassation », 2005  (ISBN 2-7110-0581-X)
- La Cour de cassation et l'élaboration du droit, Éd. Economica, 2004  (ISBN 2-7178-4970-X)
- La légitimité de la jurisprudence du Conseil constitutionnel, Éd. Economica, 1999 [ouvrage collectif, en collaboration avec Guillaume Drago et Bastien François].
- Les Mots de la loi, Éd. Economica, « Collection Etudes juridiques », 1999  (ISBN 2-7178-3714-0)
- Le Conseil constitutionnel et le droit privé, Éd. LGDJ, coll. « Bibliothèque de droit privé », 1998  (ISBN 2-275-01629-5) [ouvrage issu de "Le Conseil constitutionnel et le droit privé", thèse Paris II, 1994, sous la direction de Mme le Professeur Michelle Gobert]